# Жозеф Луј Геј-Лисак
Жозеф Луј Геј-Лисак (фр. Joseph Louis Gay-Lussac; 6. децембар 1778 — 9. мај 1850) био је француски хемичар и физичар. Познат је по закону везаном за гасове, као и по својим делима на смешама алкохола и воде, што је довело до Геј-Лисаковог степена који се користи за мерење алкохолних пића у многим земљама.

## Биографија
Геј-Лисак је рођен у селу Сен Леонар де Нобла у департману Горња Вијена. Жозефов отац, Антони Ге, син лекара, био је адвокат и тужилац и радио је као судија у Ноблат Бриџу. Отац два сине и три ћерке, он је поседовао знатан део села Лисак и обично је додавао име насеља свом имену, као што је то био обичај у Старом поретку. При крају 1803, отац и син су коначно прихватили име Геј-Лисак. Током револуције, по основу Закона о сумњивима, његов отац, бивши краљевски адвокат, био је притвору у Сен Леонару од 1793 до 1794.
На почетку се школовао код куће, а 1794. године послат је у Париз да се спреми за Политехничку школу, пошто је његов отац ухапшен. Крајем 1797. године примљен је у Политехничку школу, три године касније пребацио се у Националну школу за мостове и путеве, а недуго касније постављен је за асистента Клода Луја Бертолеа. Године 1802, постављен је за демонстратора Фуркроја у Политехничкој школи, где је касније (1809) постао професор хемије. Од 1808. до 1832. године био је професор физике на Сорбони, место које је напустио да би постао шеф катедре за хемију у ботаничкој башти Jardin des Plantes. Године 1831, изабран је за да представља Горњу Вијену у доњем дому Парламента, а 1839. године постао је пер.
Године 1809, Геј-Лисак се оженио са Жаневјев-Мари-Жозеф Рожо. Први пут ју је упознао док је радила као помоћница у продавници рубља где је кришом учила из уџбеника за хемију. Био је отац петоро деце, од којих је најстарији (Жил) постао асистент Јустуса Либига у Гисену. Неке Жилове публикација су погрешно приписане Жозефу, јер имају исте иницијале (Ж. Геј-Лисак).

## Достигнућа
- 1802, Геј-Лисак је формулисао закон по којем се гас шири линеарно са констатним притиском и порастом температуре.
- 1804, успео се са Жан Батистом Биоом[20][21] у балону на врућ ваздух до висине од 6,4 km током раних проучавања Земљине атмосфере. Желео је да сакупи узорке ваздуха са разних висина како би забележио разлике у температурама и влажностима.
- 1805, заједно са својим пријатељем и научним сарадником, Александром фон Хумболтом, открио је да се основни састав атмосфере не мења са смањењем пристиска (повећавањем надморске висине). Такође су открили да се вода формира од два дела водоника и једног дела кисеоника (запремински).
- 1808, био је један од откривача бора.
- 1810, у сарадњи са Лујем Тенаром, открио је метод за квантитативну елементалну анализу тако што се мере количине угљене киселине и кисеоника ослобођене реакцијом са калијум хлоратом.
- 1811, Геј-Лисак је признао јод као нови елемент и описао је његове особине.[22]
- 1824, развио је побољшану верзију бирете која је имала држаљу са стране и сковао је термине "пипета" и „бирета“ у свом раду из 1824. године о стандардизацији раствора индига.[23]

У Паризу, улица и хотел близу Сорбоне названи су по њему, као што су и трг и улица у његовом месту рођења. Његов гроб налази се на гробљу Пер Лашез у Паризу.

## Публикације
- Chemistry courses of the École Polytechnique, Vol.1&2
- Lessons of Physics, Faculty of Sciences in Paris, (November 6, 1827, March 18, 1828)
- Gay-Lussac, L. J.; von Humboldt, A. (1805). „Expérience sur les moyens oediométriques et sur la proportion des principes constituents de l'atmosphère”. Journal de Physique. 60.
- Gay-Lussac's article (1809) "On the combination of gaseous substances", online and analyzed on BibNum Архивирано на веб-сајту  (16. јун 2019) (for English, click 'à télécharger').